# Planetarna meglica
Planetárna meglíca ali planétna meglíca je astronomsko telo (vrsta emisijske meglice), ki ga tvori približno okrogla razširjajoča, sevajoča lupina ioniziranega plina, nastala v fazi asimptotične veje orjakinj iz določenih tipov srednjemasivnih zvezd, na koncu svojih življenj. Ime planetarna meglica (latinsko nebula – meglica) izhaja iz njihovih prvih odkritij v 1780-ih zaradi njihove podobnosti v izgledu s plinastimi planeti velikani v manjših optičnih daljnogledih, drugače pa niso fizično povezane s planeti Osončja. Herschlovo ime za ta telesa se je prijelo in od tedaj se ni spremeninjalo.
So relativno kratek pojav, ki traja do nekaj desettisoč let. Tipično življenje zvezde je za primerjavo več milijard let. Običajno se označujejo kot PN ali v množini PNe.
Mehanizem za nastanek večine planetarnih meglic je verjetno naslednji: ob koncu življenja zvezde med njeno fazo rdeče orjakinje njene zunanje plasti odnašajo močni zvezdni vetrovi. Ko se večina njene atmosfere razsiplje, ultravijolično sevanje vročega svetlega jedra, imenovanega jedro planetarne meglice (planetary nebula nucleus, PNN), ionizira zunanje izvržene plasti zvezde. Absorbirana ultravijolična svetloba prenese energijo lupini megličnega plina okrog osrednje zvezde in povzroči vidnost svetle obarvane planetrane meglice.
Planetarne meglice so verjetno pomembne pri kemični evoluciji krajevne Galaksije z odnašanjem elementov v medzvezdno snov z zvezd, kjer so ti nastali. Opazovali so jih tudi v bolj oddaljenih galaksijah in pridobili uporabne podatke o njihovih kemičnih porazdelitvah.
V zadnjih letih so slike Hubblovega vesoljskega daljnogleda razkrile, da ima veliko planetarnih meglic izjemno zapletene in različne morfologije. Približno 1/5 jih je krogelnih, večina pa je krogelno nesimetričnih. Mehanizmi, ki povzročajo takšne različne oblike in, še niso dobro znani. Pri tem so verjetno pomembne osrednje dvojne zvezde, zvezdni vetrovi in magnetna polja.

## Opazovanja
Planetarne meglice so šibka telesa in nobena ni vidna s prostim očesom.
Prva odkrita planetarna meglica je bila Ročka v ozvezdju Lisičke. Leta 1764 jo je opazoval Messier in jo v svojem katalogu zabeležil kot M27. Za zgodnejše opazovalce z manj ločljivimi daljnogledi je bila M27, in kasneje odkrite planetarne meglice, podobna planetom plinskim velikanom. William Herschel, odkritelj Urana, je zanje skoval izraz 'planetarne meglice', čeprav, kakor vemo sedaj, niso nikakor povezane s planeti.
Narava planetarnih meglic ni bila znana vse do sredine 19. stoletja, ko so začeli z opazovanjem s pomočjo astronomske spektroskopije. Na ta način so ugotovili, da ta telesa vsebujejo zelo razredčen plin. Pravo mesto planetarnih meglic v razvoju zvezd orjakinj pa so našli šele v 1950-tih. Huggins je med prvimi raziskoval svetlobni spekter astronomskih teles s pomočjo prizme, ki razprši njihovo svetlobo. Njegova opazovanja zvezd so pokazala, da je v zvezdnih spektrih veliko temnih črt. Kasneje je ugotovil da ima veliko megličastih teles, kot je na primer Andromedina meglica (kakor so galaksijo tedaj imenovali), podoben spekter. Te meglice so se kasneje izkazala za galaksije. Pri opazovanju meglice Mačje oko je ugotovil različen spekter. Namesto absorpcijskih črt so Mačje oko in druga telesa kazale le majhno število emisijskih črt. Najsvetlejša je bila pri valovni dolžini 500,7 nanometrov, kar ni odgovarjalo nobenemu tedaj znanemu elementu. Najprej so predpostavili, da črta odgovarja neznanemu elementu, ki so ga imenovali nebulij. Podobna zamisel je vodila do odkritja helija prek analize Sončevega spektra leta 1868.
Helij so na Zemlji kmalu po odkritju iz Sončevega spektra izolirali, elemnta nebulija pa ne. Zgodaj v 20. stoletju je Russell predlagal da ne gre morda za nov element, ampak črto pri 500,7 nm morda povzroča kak znan element v nevsakdanjih pogojih.
Fiziki so v 1920-tih ugotovili da lahko v plinu pri zelo nizkih gostotah elektroni v atomih in ionih zasedejo vzbujene metastabilne energijske nivoje, pri višjih gostotah pa se atomi zaradi trkov vrnejo v nevzbujena stanja. Prehodi elektronov s teh nivojev v kisikovem ionu (O2+ ali OIII) povzročajo črte pri 500,7 nm. Te črte, ki jih je moč videti le pri zelo razredčenem plinu, imenujejo prepovedane črte. Spektroskopska opazovanja so tako pokazala, da so meglice sestavljene iz zelo razredčenega plina.
Zvezde planetarnih meglic so zelo vroče. Njihov izsev pa je majhen, kar pomeni, da morajo biti zelo majhne. Zvezda se lahko sesede na tako majhno velikost le kadar porabi vse svoje jedrsko gorivo. Planetarne meglice so pokazale na končno stopnjo evolucije zvezd. Spektroskopska opazovanja kažejo da se vse planetarne meglice širijo in tako se je tudi razvila razlaga, da planetarna meglica nastane, ko zvezda pri koncu svojega življenja odvrže svoje zunanje sloje.
Danes je v raziskovanju planetarnih meglic še vedno veliko nasprotujočih si zaključkov. Eden od njih je potek pri katerem se planetarne meglice oblikujejo. Veliko je še nejasnosti tudi o tem koliko ogljika, dušika in kisika vsebujejo. Pri opazovanju planetarnih meglic si pomagajo s sodobnimi inštrumenti in napravami kot je Hubblov vesoljski daljnogled. Poleg tega so za razumevanje njihovih značilnosti pomembna tudi spektroskopska opazovanja z Zemlje in iz vesoljskega prostora.

## Značilnosti

### Fizikalne značilnosti
Premer tipične planetarne meglice je približno eno svetlobno leto. Sestavlja jo zelo razredčen plin, z gostoto približno 1000 delcev na cm³, kar je približno 1024-krat manj kot je Zemljino ozračje. V središču meglice leži vroča zvezda, ki segreva pline do temperature 10.000 K.

### Število in porazdelitev
V naši Galaksiji poznamo približno tri tisoč planetarnih meglic. Ležijo večinoma blizu galaktične ravnine, največ pa blizu galaktičnega jedra. Zelo redko ležijo v zvezdni kopici, saj poznamo le nekaj takšnih primerov.
Planetarne meglice so odkrili v več kot petdeset drugih galaksijah različnih vrst. Največ, približno 1200, so jih odkrili v Andromedini galaksiji, vseh skupaj znanih zunaj naše Galaksije pa je prek dva tisoč. Glede na oceno števila planetarnih meglic na podlagi modelov evolucije zvezd ocenjujejo, da je v naši Galaksiji približno 9000 ± 3000 planetarnih meglic.

### Morfologija
V splošnem so planetarne meglice simetrične in približno okrogle. Obstajajo pa tudi v zelo  različnih oblikah, nekatere imajo celo zelo zapletene oblike. Približno 10 % planetarnih meglic je močno dvopolnih, veliko manj pa je nesimetričnih. Ena je celo kvadratne oblike. Razloga za tako raznolikost oblik še ne poznamo v celoti, vendar jih lahko povzročajo vzajemni vplivi gravitacije spremljevalne zvezde, če je središčna zvezda dvojna. Druga možnost je, da planeti pri nastanku meglice prekinjajo prenos snovi od zvezde.
Planetarne meglice velikokrat razvrščajo in označujejo na podlagi razvrstitve Voroncov-Veljaminova:
- 1 - točkovni zvezdni videz
- 2 - gladek kolut (a, proti središču, b, enakomerno osvetljen, c, sledi obroča)
- 3 - nepravilni kolut (a, zelo nepravilno osvetljen, b, sledi obroča)
- 4 - obročasta zgradba
- 5 - nepravilna oblika, podobna obliki difuzne meglice
- 6 - nenavadna oblika

Še bolj razvejane oblike se označujejo s kombinacijami: 2a(6), 3a+2, 3+6, 4+3, ipd.

### Poimenovanje, označevanje, katalogi in pregledi
Messier je v svoj katalog meglic, ostankov supernov, kopic in galaksij zabeležil štiri planetarne meglice, in jih označil z zaporednimi številkami: M27, M57, M76 in M97. S tedanjimi optičnimi inštrumenti planetarnih meglic ni bilo moč dobro razlikovati od drugih meglic, kopic ali galaksij. V Dreyerjevem katalogu NGC iz leta 1887 so planetarne meglice prav tako označene z zaporedno številko. Katalog je Dreyer pozneje za obdobje med letoma 1888 in 1907 leta 1895 in 1908 razširil z Indeksnima katalogoma (meglic in zvezdnih kopic) IC I in IC II. Tudi v tem času ni bilo moč optično ali kakorkoli drugače razlikovati planetarnih meglic od drugih teles, drugače pa je mnogo odkritij navedenih tu omogočila astrofotografija. Če se npr. planetarna meglica pojavi v prvem dodatku kataloga NGC, se označuje kot IC I 289, I 289, oziroma IC 289, in, če v drugem, kot NGC II 4406, II 4406, oziroma IC 4406.
Odkritja planetarnih meglic so v 1930-tih in 1940-tih skokovito narasla. Odkritelji so predstavljali svoja odkritja v lastnih numeričnih shemah. Še posebej uspešni so bili: Minkowski, Abell, Haro, Henize, Kohoutek, pa tudi. Hubble, Blanco, Menzel, Perek, Mayall, Merrill, Sharpless, The in drugi.

## Izvor
Naše Sonce je dokaj povprečna zvezda in le majhno število zvezd ima podobno maso. Zvezde z nekaj Sončevimi masami bodo končale v eksploziji supernove, pri večini zvezd pa se tvori planetarna meglica.
V tipični zvezdi z maso manj kot dvema Sončevima masama se v njenem jedru zaradi jedrskega zlivanja večino časa vodik pretvarja v helij. Tako sproščena energija preprečuje, da bi se zvezda zaradi lastne gravitacije sesedla.
Po več milijardah let zvezda potroši svoje zaloge vodika in njeno jedro ne more več vzdržavati dovolj energije za gravitacijski privlak zunanjih plasti. Zaradi tega se jedro skrči in še bolj segreje, ter na koncu doseže temperature, pri katerih se začne zlivati še helij. Zunanje plasti se pri tem zaradi visokih temperatur zelo razširijo, zvezda pa postane rdeča orjakinja. Zlivanje helija je temperaturno zelo občutljivo (razmerje reakcij se spreminja v obsegu T40) in tako je zvezda zelo nestabilna. Velikansko drhteče utripanje zvezde sčasoma izvrže njene zunanje plasti s hitrostjo 10 do 30 km/s.
Izvrženi plini okoli golega zvezdinega jedra tvorijo oblak snovi. Središčna zvezda je zelo vroča, s temperaturo do 200.000 K. Izseva ogromne količine ultravijolične svetlobe, ki ionizira oblak, ta pa začne svetiti v močnih barvah, ki se spreminjajo od znotraj navzven. Oblak tako postane planetarna meglica. Planetarne meglice tako po sodobnem pogledu predstavljajo razvojno stopnjo rdečih orjakinj.

## Življenjska doba
Plini planetarne meglice se od središčne zvezde ločujejo s hitrostmi nekaj kilometrov na sekundo. Istočasno, ko se plini razširjajo, se središčna zvezda hladi, ker seva svojo energijo. Na koncu se bo ohladila tako močno in njeno ultravijolično sevanje bo prešibko za ionizacijo oddaljenega plinskega oblaka.
Planetarne meglice so na vesoljski časovni lestvici izredno kratkožive, saj se plini širijo na vse strani v Vesolje in se tako počasi redčijo in v nekaj 10.000 ali manj letih porazgubijo.

## Pomen pri razvoju galaksij
Planetarne meglice so pri razvoju galaksij zelo pomembne. Zgodnje Vesolje je bilo sestavljeno skoraj v celoti iz vodika in helija, zvezde pa z jedrskim zlitjem tvorijo težje elemente. Plini planetarnih meglic vsebujejo veliko elementov kot so ogljik, dušik in kisik. Ko se plini mešajo z medzvezdno snovjo, jo obagatujejo s temi težjimi elementi.
Naslednje generacije zvezd bodo tako imele večjo začetno količino težjih elementov. Čeprav bodo težji elementi predstavljali izredno majhen delež snovi, bodo imeli izrazit vpliv na njihov razvoj. Zvezde, ki so nastale zelo zgodaj v Vesolju, vsebujejo majhno količino težkih elementov in predstavljajo »zvezde populacije II«, mlajše zvezde z večjim deležem težjih elementov, pa so »zvezde populacije I«.

## Izbrane znane planetarne meglice
Najbolj znana planetarna meglica je verjetno Obročasta meglica v ozvezdju Lire, oddaljena 2.800 svetlobnih let. Ena od najbližjih planetarnih meglic, oddaljena vsega 470 sv.l., je Vijačnica v Vodnarju. Zelo znani sta tudi Eskim v Dvojčkih in Mačje oko v Zmaju.